# Suzanne Zimmerman
Suzanne Winona Zimmerman, född den 13 juli 1925 i Portland i Oregon, död den 14 mars 2021 i Portland, Oregon, var en amerikansk simmare.
Zimmerman blev olympisk silvermedaljör på 100 meter ryggsim vid sommarspelen 1948 i London.